# Manault Deva
Manault Deva, également connue sous le nom de Manault Didier, est une artiste française née le 11 décembre 1964 à Chinon. Elle est comédienne et chroniqueuse radiophonique.

## Biographie
Elle commence sa carrière d’actrice après quelques apparitions et figurations pas toujours créditées (comme en 1983 dans Papy fait de la résistance) en 1985 sous le nom de Manault Didier dans le film Le Facteur de Saint-Tropez de Richard Balducci où elle interprète Isabelle. Dans Les Yeux d'Hélène en 1994, une série française en 9 épisodes de 100 minutes, réalisée par Jean Sagols pour TF1, elle est Sylvia Favereau. Au théâtre de la Michodière en 2001 elle incarne l’infirmière Brillant, sous la direction de Jean-Luc Moreau, dans la pièce Impair et Père de Ray Cooney.
Manault Deva travaille à la radio et à la télévision comme « voix » et enregistre des annonces ou messages promotionnels. Elle est d’ailleurs une amie de longue date du pédagogue de la voix Alain Larroue. C’est en 2009 qu’elle est découverte par Frédéric Schlesinger, alors directeur de France Inter, qui lui confie une chronique quotidienne d'une minute pendant l'été : elle écrit et interprète alors chaque jour peu avant 18 h les « bons baisers de Manault » où elle croque les travers de ses contemporains avant de tenir sa chronique le dimanche matin sur France inter. Ces chroniques sont « une minute de méchanceté pure absolument jouissive et drôle » sans être « jamais vraiment cruelles », « avec leur ton doux, chic, et enlevé, leur habillage dépouillé, [elles] distillent une audacieuse noirceur ». De ses chroniques, Manault Deva fera d'abord un recueil paru en 2010 aux Éditions des Équateurs, puis en 2012 une série de lectures avec François Berléand au théâtre La Bruyère,. À partir de 2010, elle chronique en direct et en public sur France Inter dans l’émission 3D le journal de Stéphane Paoli,.
Manault Deva travaille aussi à l'écriture de pièces de théâtre, de scénarios, de contes pour enfant. Elle a écrit également des textes de chansons (pour Dick Rivers et Bibie notamment).

## Filmographie

### Longs-métrages
- 1985 : Le Facteur de Saint-Tropez de Richard Balducci
- 1985 : Y’a pas le feu de Richard Balducci[1]
- 1985 : Brigade des mœurs de Max Pécas[1]
- 1997: Comme des rois de François Velle[9]

### Courts-métrages
- 1989 : La Conquista[10] de Malgosia Debowska
- 1990 : Il n’y a guère que les actions qui montent[11] de Jean-Paul Lilienfeld

### Télévision
- 1991 : Nestor Burma épisode « Pas de bavards à la Muette »[12] de Henri Helman, Participation
- 1992 : Cas de divorce épisode 78 « Baron contre Baron »[13] de Gérard Espinasse, Annick Baron
- 1993 : Highlander épisode 19 « Eye of the Beholder »[14] de Dennis Berry, La Duchesse
- 1994 : Les Yeux d'Hélène 9 épisodes de Jean Sagols, Sylvia Favereau
- 1994 : Navarro « L'impardonnable »[15] de Nicolas Ribowski, La nounou
- 1997 : Les Bœuf-carottes épisode « Émotions fortes »[16] de Pierre Lary, La surveillante
- 2003 : Julie Lescaut épisode « La tentation de Julie » de Klaus Biedermann, Assistante Brandier
- 2004 : L'Instit épisode « Adrien »[17] de Jean Sagols, la maman de Rose
- 2005 : Navarro épisode « Escort Blues »[18] de Jean Sagols, Madame Adam
- 2007 : Le Tuteur 1 épisode « Olivia disparue »[19] de Jean Sagols, Adrienne

## Théâtre
- 2001 : Impair et Père, auteur Ray Cooney, mise en scène Jean-Luc Moreau, 9 mois au théâtre de la Michodière.
- 2012 : Bons baisers de Manault[7], auteur Manault Deva, 15 représentations avec François Berléand au théâtre La Bruyère

## Radio
- France Inter juillet/août 2009 Saison 1 « Bons baisers de Manault »
- France Inter septembre 2009/juin 2010  Saison 2  « Bons baisers de Manault »
- Europe 1 août 2010 « Avant La Plage[20] ».
- France Inter septembre 2010/juin 2011 Saison 3 « Bons baisers de Manault »
- France Inter septembre 2011/juin 2012 Saison 4 « Bons baisers de Manault[21] »
- France Inter septembre 2012/juin 2013 Saison 5 « Bons baisers de Manault »
- France Inter septembre 2013/juin 2014 Saison 6 « Bons baisers de Manault »

## Œuvre
- Bons baisers de Manault, Paris, Éditions des Équateurs, 2010, 253 p. (ISBN 978-2-84990-164-9)[22],[23].